# Carl Berthold
Carl Heinrich Eduard Berthold, bekannt als Carl Berthold (auch Karl Berthold, * 1818; † 1884) war ein württembergischer Musiker, Feuerwerker und Fotograf in Tübingen.

## Leben
Der in Tübingen lebende Musiker Carl Berthold stellte auch Feuerwerkskörper her. Die dabei erworbenen chemischen Kenntnisse erleichterten ihm den Einstieg in die Fotografie. 1853 wagte er als erster, ein stationäres Atelier in Tübingen einzurichten. Als erster in Tübingen verwendete er nicht die Daguerreotypie, sondern das neue Negativ-Positiv-Verfahren. Er setzte auf Porträtfotos – Tübingen mit der Universität bot dazu einen guten Boden – und kalkulierte die Preise „außerordentlich billig“. Er konzentrierte sich auf die Fotografie, obwohl er möglicherweise am Anfang weiterhin Feuerwerkskörper herstellte.
Da kurz nach Berthold zahlreiche andere Fotografen ihr Glück in Tübingen versuchten, kam es zu einer starken Konkurrenz und die Verdienste der Fotografen waren niedrig. So wandte sich Bertholds Ehefrau Luise (geb. ca. 1825) 1859 an den Tübinger Gemeinderat mit der Bitte, ihr das „Armenbad zu Wildbad“ zu ermöglichen. Man hat ihren Antrag genehmigt, weil die Familie „kein Vermögen“ besaß und der Fotografenverdienst „nicht die Mittel biete, Kur- und Medikamentenkosten zahlen zu können“. Es ist sicherlich auf den Druck der Konkurrenz zurückzuführen, dass Berthold das Fotografieren wieder aufgab. Als Fotograf annoncierte er zum letzten Mal 1859.